# Axl Rose

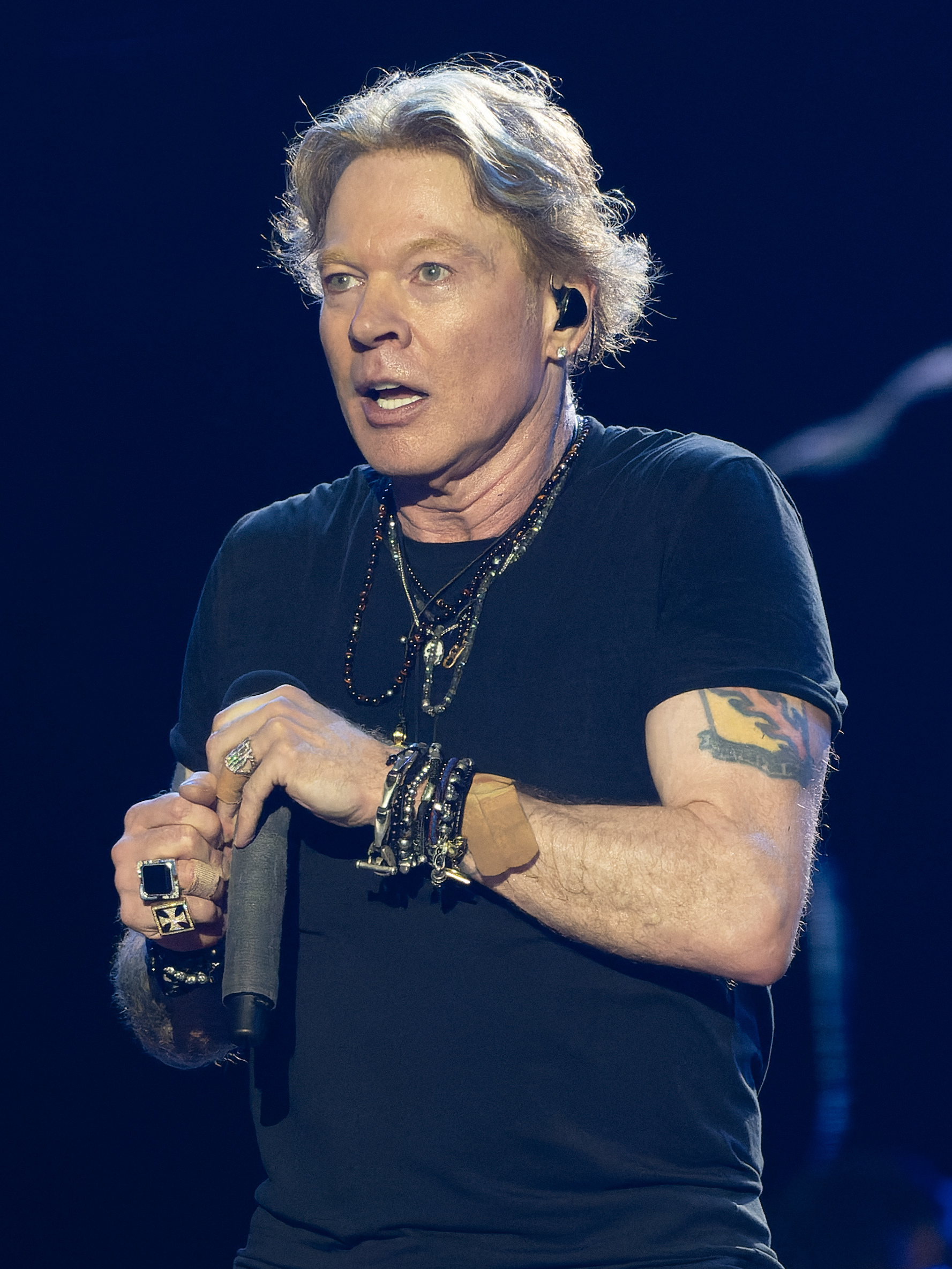
Axl Rose (2023)

W. Axl Rose (* 6. Februar 1962 in Lafayette, Indiana als William Bruce Rose Jr., nach Heirat seiner Mutter mit Stephen Bailey William Bruce Bailey) ist ein US-amerikanischer Sänger und Songwriter. Er ist Frontmann der Rockband Guns N’ Roses. Im Jahr 2016 war er vorübergehend auch Sänger der australischen Hardrockband AC/DC. Seine Stimme hat einen sehr großen Umfang (F1 – B♭6).

## Leben und Karriere
William Bruce Roses Vater William Rose verließ die Familie 1964. Seine Mutter heiratete später Stephen Bailey, dessen Nachnamen er erhielt, ohne erklärt zu bekommen, dass es sich bei diesem Mann um seinen Stiefvater handelte. Als er dies im Alter von 17 Jahren durch Zufall selber herausfand, änderte er seinen Namen in W. Axl Rose. „W“ steht für „William“, nach seinem Vater, „Axl“ war der Name seiner damaligen Band. Rose lernte seinen leiblichen Vater nie kennen; dieser wurde 1984 ermordet, was Rose erst Jahre später erfuhr. Rose hat eine Schwester und einen Stiefbruder.
Nach seiner Schulzeit folgte er seinem Schulfreund und späteren Bandkollegen Izzy Stradlin nach Los Angeles. Stradlin hatte ein Jahr zuvor Indiana verlassen, um in der Metropole an der US-amerikanischen Westküste musikalisch Fuß zu fassen. Zahlreiche Schlägereien und Aufenthalte in Ausnüchterungszellen begleiteten Rose durch die Anfangszeit. 1985 gründete er mit Izzy Stradlin (Rhythmus-Gitarre), Tracii Guns (Lead-Gitarre), Ole Beich (Bass) und Rob Gardener (Schlagzeug) die Band Guns N’ Roses. Die Formation änderte sich bald, Slash ersetzte Guns, Duff McKagan kam statt Beich und Steven Adler statt Gardener in die Band. Mit dem Album Appetite for Destruction veröffentlichte die Band eines der meistverkauften Alben der Rockgeschichte. Nach ständig wachsenden inneren Spannungen in der Band stieg Stradlin später aus der Band aus. Adler wurde wegen massiver Drogenprobleme 1990 entlassen. Slash und McKagan verließen die Band 1996 bzw. 1997 offiziell, wobei bereits seit 1994 keinerlei Aktivitäten der Musiker verfolgt wurden. Rose war damit Ende der 1990er Jahre das einzig verbliebene Gründungsmitglied von Guns N’ Roses.
Rose verschwand danach aus den Augen der Öffentlichkeit. In den späten 1990er Jahren wurde er als Einsiedler betrachtet, erschien selten in der Öffentlichkeit und verbrachte die meiste Zeit in seiner Villa in Malibu. Jahrelang arbeitete er an dem Comeback-Album Chinese Democracy, welches am 22. November 2008 in die Läden kam.
Im Jahr 2007 nahm Rose gemeinsam mit dem früheren Skid-Row-Sänger Sebastian Bach drei Songs auf, die im November 2007 auf Bachs Soloalbum Angel Down veröffentlicht wurden.
Des Weiteren erhielt Rose in dem Spiel Grand Theft Auto: San Andreas die Rolle als Radiosprecher des Senders „K-DST“, in dem er den Namen Tommy „The Nightmare“ Smith trägt.
2012 wurde Rose in Paris Opfer eines Diebstahls, bei dem ihm drei Gold- und Diamantketten im Wert von über 150.000 Euro gestohlen wurden.
Am 11. April 2012 veröffentlichte die Los Angeles Times einen Brief des Sängers, in dem er schrieb, er werde die Aufnahme in die Rock and Roll Hall of Fame verweigern und die zugehörige Feier am 14. April in Cleveland boykottieren.
Ab April 2016 stieg Rose für 10 Konzerte als Sänger bei AC/DC ein, als Ersatz für Brian Johnson, der zu diesem Zeitpunkt nicht mehr live auftreten konnte, da ihm der Verlust seines Gehörs drohte. AC/DC setzten ihre zunächst unterbrochene Rock Or Bust World Tour mit Rose als Sänger fort.
Vom 1. April 2016 bis November 2019 befand sich Rose unter dem Motto Not in This Lifetime mit Guns N’ Roses auf Tour.

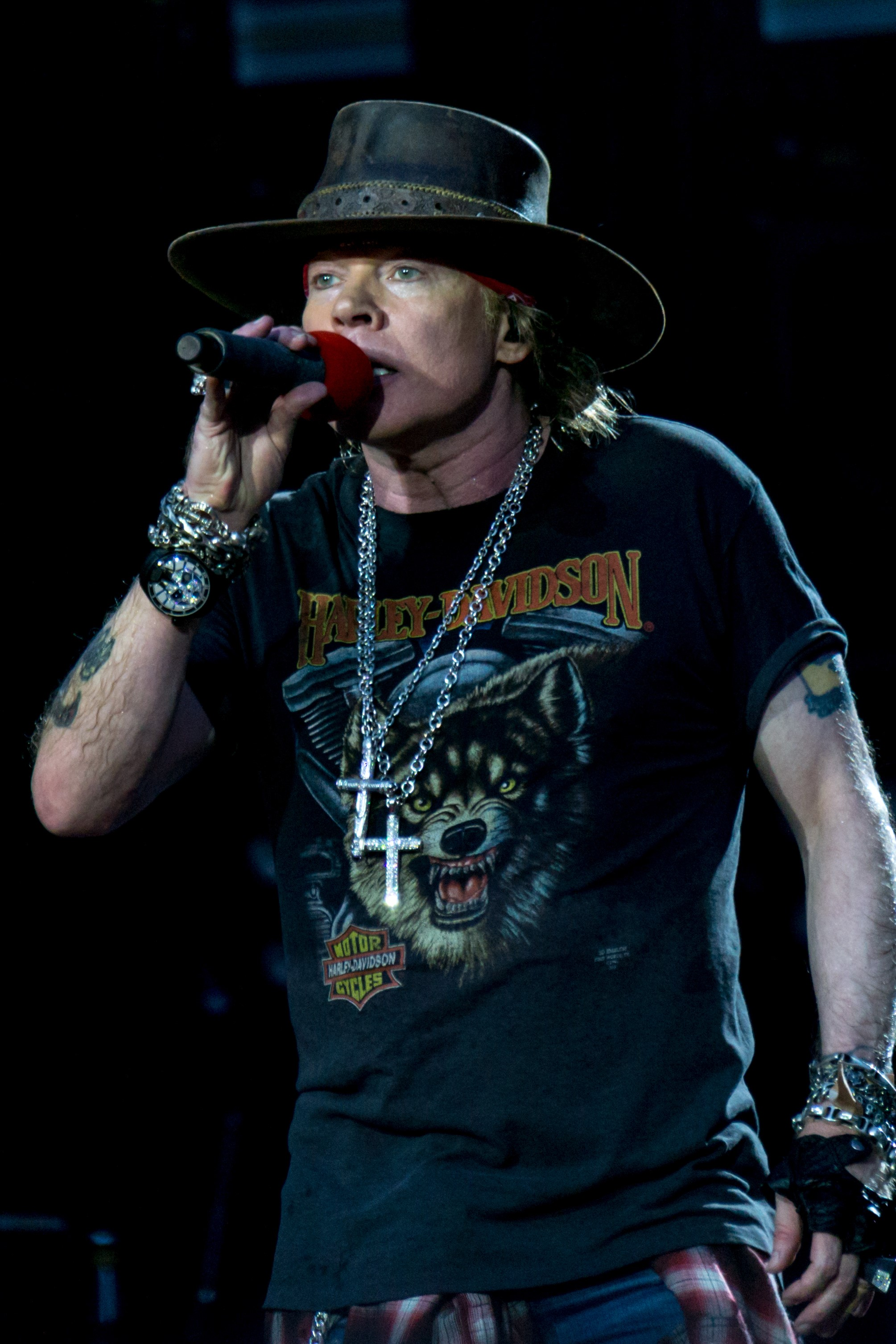
Axl Rose, 2017

Auf dem im September 2024 veröffentlichten Album My Years with UFO von Michael Schenker, singt Rose als Gast das Lied „Love to Love“.
Der Rolling Stone wählte ihn auf Rang 64 einer Liste der „100 größten Sänger aller Zeiten“.

## Privates
1990 heiratete Rose Erin Everly, eine der beiden Töchter von Don Everly und Venetia Stevenson. Von ihr handelt Sweet Child o’ Mine. Die Ehe, während der Everly eine Fehlgeburt erlitt, wurde nach rund neun Monaten annulliert. Bis 1992 war Rose mit Stephanie Seymour liiert, die unter anderem in den Videoclips zu November Rain und Don't Cry zu sehen ist. Kurze Zeit später trennte sich das Paar.